# Działyń (Lublin)
Pour les articles homonymes, voir Działyń.
Działyń (prononciation [ˈd͡ʑawɨɲ]) est un village de la gmina de Siemień du powiat de Parczew dans la voïvodie de Lublin, situé dans l'est de la Pologne.
Il se situe à environ 6 kilomètres au sud-ouest de Siemień (siège de la gmina), 12 kilomètres à l'ouest de Parczew (siège du powiat) et 41 kilomètres au nord de Lublin (capitale de la voïvodie).
Le village compte approximativement une population de 150 habitants.

## Histoire
De 1975 à 1998, le village est attaché administrativement à l'ancienne Voïvodie de Biała Podlaska.

Depuis 1999, il fait partie de la nouvelle voïvodie de Lublin.